# السهر (فلم 2019)
السهر (بالإنجليزية: The Vigil) هو فيلم رعب أمريكي خارق للطبيعة لعام 2019، من سيناريو وأخرج كيث توماس. حصل الفيلم على إصدار مسرحي محدود في المملكة المتحدة وأيرلندا ونيوزيلندا في يوليو 2020، قبل طرحه دوليًا في 5 أغسطس 2020. وتم إصداره في الولايات المتحدة في 26 فبراير 2021.

## روابط خارجية
- السهر على موقع IMDb (الإنجليزية)
- السهر على موقع ميتاكريتيك (الإنجليزية)
- السهر على موقع روتن توميتوز (الإنجليزية)
- السهر على موقع ألو سيني (الفرنسية)
- السهر على موقع فيلمافينيتي (الإسبانية)
- السهر على موقع قاعدة بيانات الفيلم (الإنجليزية)
- السهر على موقع ليتربوكسد (الإنجليزية)
- السهر على موقع كينوبويسك (الروسية)